# Catasticta radiata
Catasticta radiata är en fjärilsart som först beskrevs av Vincenz Kollar 1850.  Catasticta radiata ingår i släktet Catasticta och familjen vitfjärilar. Inga underarter finns listade i Catalogue of Life.